# Pataš
Pataš és un poble i municipi d'Eslovàquia que es troba a la regió de Trnava, a l'oest del país.

## Història
La primera menció escrita de la vila es remunta al 1270.

## Demografia
| Godina             | 1994 | 2004   | 2014   | 2024   |
| ------------------ | ---- | ------ | ------ | ------ |
| Nombre de persones | 773  | 812    | 798    | 833    |
| Diferència         |      | +5,04% | −1,72% | +4,38% |

| Godina             | 2023 | 2024   |
| ------------------ | ---- | ------ |
| Nombre de persones | 814  | 833    |
| Diferència         |      | +2,33% |